# 馬慥
馬慥（1546年—？），字顧甫，陝西西安府同州人，軍籍，明朝政治人物。同進士出身。

## 生平
萬曆元年（1573年）癸酉科陝西鄉試第九名，萬曆二年（1574年）甲戌科會試第二百五十二名，登二甲第六名進士。历官兵部武选司郎中，补任礼部祠祭司郎中，十九年（1591年）十二月升南京尚宝司卿。二十六年八月起复尚宝司卿。

## 家族
曾祖馬通，曾任知縣 累贈通議大夫詹事府詹事兼翰林院侍讀學士；祖父馬珍，曾任縣丞 累贈通議大夫詹事府詹事兼翰林院侍讀學士；父馬自強，曾任禮部左侍郎兼翰林院侍讀學士掌詹事府事。母李氏（封淑人）。具庆下。兄馬怡（贡士）。